# 한국골프연습장협회
한국골프연습장협회는 골프연습장 사업의 건전한 발전과 올바른 골프경기 교습을 통한 국민건강 증진과 건전 여가활동에 기여할 목적으로 1990년 12월 20일 설립된 대한민국 문화체육관광부 소관의 사단법인이다. 사무실은 서울특별시 서초구 서초동 1551-1 증상빌딩 2층에 있다.

## 주요 사업
- 골프장사업의 건전한 발전과 회원사의 권익 증진사업
- 골프종사자에 대한 교육훈련 및 연수사업
- 골프장사업에 관한 지도감독 및 홍보업무